# جيمس إل. كينسي
جيمس إل. كينسي (بالإنجليزية: James L. Kinsey) هو كيميائي أمريكي، ولد في 15 أكتوبر 1934 في باريس في الولايات المتحدة، وتوفي في 20 ديسمبر 2014.